# アディアフォラ
アディアフォラまたはアディアポラ（adiaphora、ギリシア語: ἀδιάφορα、無関心なもの）とはストア派によって形成された概念で、善でも、悪でもなく、命じられてもおらず、禁じられてもいないこと。新約聖書においても用いられ、キリスト教の概念としても議論されるようになった。

## キリスト教
聖書箇所は、第一コリント8:8-9,6:12、コロサイ3:17。
ルーテル教会では、1548年からマルティン・ルターとメランヒトンの間にアディアフォラについての論争が起こった。アウクスブルク仮信条協定から、1577年の和協信条で論争の一応の終結を見た。アウクスブルク信仰告白でも確認されている。
福音派の指導者尾山令仁は、聖書が明瞭に命じていることについてはすべてのクリスチャンが従う義務があると教え、その例として三位一体の教理をあげている。聖書がはっきりと命じていないことについてはそうではないとし、アディアフォラの例として、戦前の教役者が黒い服を着ていたのに対し、戦後の物資不足でアメリカの派手な服しかなかったため、この習慣が廃れた例をあげている。イエス・キリストの制定された洗礼の礼典が執行されるべきことはアディアフォラではないが、洗礼の形式については聖書から推論し、地域教会ごとに執行されるものであり、洗礼の形式によって異端視されるものではないとしている。結婚については、アディアフォラではなく、神から特別に独身の賜物が与えられた者以外は、結婚するべきだとしている。また、マーティン・ロイドジョンズはキリスト者の一致を強調し、一致を妨げてはならない例として洗礼の形式をあげている。